# Teknikåret 1991

## Händelser

### Februari
- 26 februari – Tim Berners-Lee lanserar World Wide Web.

### September
- 17 september – Linus Torvalds lanserar Linuxkärnan version 0.01.[1]

### December
- 24 – CD-spelaren är "årets julklapp" i Sverige.[2]

### Okänt datum
- Volvo 850 lanseras.
- Volvo lanserar B5254, vilket var Volvos första motor byggd i aluminium.
- Håkan Lans patenterar en applikation till GPS-systemet för positionering.

## Avlidna
- 26 november - Edward Heinemann, 83, amerikansk flygplanskonstruktör